# Helenium integrifolium
Helenium integrifolium là một loài thực vật có hoa trong họ Cúc. Loài này được Sessé & Moc. mô tả khoa học đầu tiên năm 1894.